# Pygarctia grossbecki
Pygarctia grossbecki là một loài bướm đêm thuộc phân họ Arctiinae, họ Erebidae.